# Nicolas Joseph Maison
Nicolas Joseph Maison (ur. 19 grudnia 1771 w Épinay-sur-Seine, zm. 13 lutego 1840) – francuski generał, marszałek Francji.

## Życiorys
Od 30 kwietnia 1835 do 6 września 1836 piastował urząd ministra spraw zagranicznych, natomiast od 30 kwietnia 1835 do 6 września 1836 urząd ministra wojny Francji.

## Odznaczenia
- 1840: Krzyż Wielki Legii Honorowej
- Oficer Legii Honorowej[4]
- Kawaler Orderu Maksymiliana Józefa (Królestwo Bawarii)[5]